# Бургтор (Любек)
Бургтор (букв. «замковые ворота»; нем. Burgtor) — средневековые городские ворота в историческом центре города Любек (Шлезвиг-Гольштейн), построенные в позднеготическом стиле; помимо Хольстентора являются единственными сохранившимися воротами старого города; получили название от бывшего замка Любека, располагавшегося на берегу реки Траве — замок был преобразован в монастырь «Burgkloster» в 1227 году.

## История
Бургтор был построен в 1444 году городским архитектором Николасом Пеком (Nicolas Peck) на месте романского предшественника — к воротам прилегают два здания, конюшня и таможня. Ренессансный фриз таможни является работой мастерской Штатиуса фон Дюрена. В XIX веке существовал проект сноса ворот: горожане отклонили данное предложение. Вместо полного разрушения было решено расширить проход через ворота: западный проход был создан в 1850 году, а восточный — в 1875 году. В 1928 году был добавлен третий дополнительный проход.
Современные ворота в Средние века являлись внутренними: они входили в серию из трех ворот, расположенных друг за другом. Между внешними и средними воротами — на узком мосту между реками Вакениц и Траве — находился каменный мост, батардо, который среди горожан был известен как «медведь» (Bär). Третьи ворота были добавлены в 1622 году: для этого были снесены капелла Святой Гертруды и госпиталь. В 1806 году французские войска вошли в город через Бургтор — в результате битвы при Любеке (Schlacht bei Lübeck). О данном эпизоде напоминает мемориальная доска в восточном проходе ворот. В 1908 году, ко «дню охраны памятников», председатель Ассоциации друзей искусства Эдуард Куленкамп инициировал конкурс на снос поздних пристроек к комплексу зданий — пристройки были удалены.
С другой стороны от моста, ведущего к Бургтор, расположены масштабные статуи сидящих «Любекских львов», созданных скульптором Фрицем Беном — аналогично с лежащими львам перед Хольстентором. В 1912 году писательница Ида Бой-Эд получила от городского сената пожизненное право проживать в Бургторе, «за заслуги перед Любеком». В период с 1934 по 1990 год ворота (башня и таможня) были предоставлены ремесленнице — мастеру вышивки — Ален Мюллер-Хельвиг (1901—1993) в качестве места для работы и проживания. Сегодня в бывшем помещении таможни расположена музыкальная школа со студией и небольшой зал для мероприятий. В помещении бывшей конюшне работает городской молодежный центр.